# Ayomán
L'ayomán és una llengua extingida de l'oest de Veneçuela, que s'havia parlat a la vila de Siquisique a l'estat de Lara. Formava part de la família de les llengües jirajaranes, encara que la seva classificació és incerta per manca de dades.